# Tony Campos
Antonio Campos (* 8. března 1973) je americký hudebník, baskytarista skupiny Static-X, Soulfly a Fear Factory.

## Život
Tony se narodil v Los Angeles v Kalifornii v USA 8. března 1973. Jeho rodina pochází z Mexika. Vyrůstal v L.A. ve čtvrti South Central, známé násilnými nepokoji, společně se svými čtyřmi sestrami. Rodiče ho vedli stejně tak k muzice jako i ke studiím. Vystudoval střední školu a poté tři roky vysoké školy, obor programátor. Tento obor si zvolil kvůli svojí lásce k počítačovým hrám, což mu zůstalo dodnes. Od roku 2002 má stálou přítelkyni, žádné děti zatím nemají.

## Kariéra
Od mladí hrál na několik hudebních nástrojů včetně houslí nebo trumpety, ale nejvíce na basovou kytaru v lokálních deathmetalových kapelách. V roce 1994 se přidal ke kapele Static-X, čímž se stal v podstatě jedním ze zakládajících členů a kromě frontmana Wayna Statica je jediným členem kapely, který přestál všechny změny. V kapele se kromě hry na basu podílí také na psaní hudby a dělá také vedlejší vokály. Nazpíval i několik skladeb od Static-X, například Otsego Amigo z alba Start a War, na živo zpívá obvykle Anything But This z alba BBB, a také jeden z bonustracků alba Cult Of Static – Talk Dirty To Me (cover Poison).
Dále působí ve vedlejším projektu – deathmetalové kapele Asesino jako zpěvák, kde zpívá španělsky. Objevil se také v koncertní sestavě legendárních industriálně-metalových Ministry na jejich posledním světovém turné 2007–2008 C U LaTouR, kdy nahradil předčasně zemřelého Paula Ravena (ex-Killing Joke).
Světové turné odstartovalo 25. března 2008 koncertem v Spokane, Washington DC a v rámci jeho evropské části zavítal s Ministry 10. července 2008 do Vizovic, kde vystoupil na festivalu Masters of Rock. Podruhé do České republiky zavítal v roce 2009 v rámci turné Static-X na festival Rock For People.
V roce 2010 oznámil, že ukončili spolupráci s Waynem Staticem ve Static X a Tony se začal věnovat řadě dalších kapel: Prong, Soulfly, Possessed, Attika 7 a Asesino.

## Zajímavosti
Kromě počítačových her je jeho dalším koníčkem hlavně motosport – jak auta tak motorky. V roce 2001 prodělal motocyklovou nehodu při které si zlomil klíční kost a na následující tour ho musel dočasně nahradit Marty O'Brien. Dříve míval dlouhé kudrnaté vlasy, ale dnes už má hlavu vyholenou, ale nosí mohutný plnovous. Na těle má minimálně pět tetování – aztécké značky na pravé ruce, na levé ruce kříž a motiv Gene Simmonse, na pravém lýtku pinhead a ještě jedno na levém lýtku. Jeho oblíbenou je mexická kuchyně a pití tequily a vína.
Tony Campos hraje brilantně[zdroj?] na klasickou i sedmistrunnou baskytaru, převážně trsátkem, ale občas používá i prstovou techniku.